# 浙江省杭州第四中学

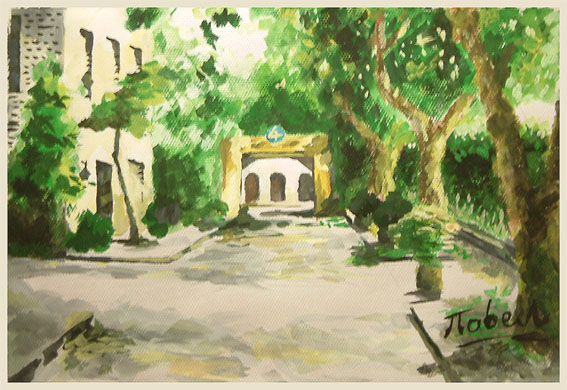
杭四中校门（水彩）

杭州第四中学江东学校

浙江省杭州第四中学是浙江省杭州市著名的省一级重点中学，目前拥有吴山校区、下沙校区、江东学校以及国际部，现任校长倪子元

## 历史沿革
浙江省杭州第四中学的前身养正书塾，是杭州知府林启与林徽因祖父林孝恂同期创办的“求是书院、浙江蚕学馆、养正书塾”三所学校之一，是浙江省国人最早创办的中等学校。学校历经杭州府中学堂、浙江官立第一中学、浙江省立第一中学、浙江省立杭州初级中学、杭州第一初级中学等名称变更，初中部分于1955年正式定名为杭州第四中学，高中部分则成为了后来的杭州高级中学。
杭州第四中学与浙江大学、浙江理工大学同出一源，为浙江省最早的现代公立中学，是杭城最早的三所省重点中学之一。杭四中是杭州的重点中学之一，也是浙江省一级重点中学。校长于爱萍在2003年9月替代了上任校长沈熔和出任校长，倪子元于2023年接替张伟韬成为新任校长。

## 校风
严谨 求实

## 校训
正直、俭朴、尚礼、扬善

## 校誓
努力学习，报效祖国，齐心协力，振兴四中

## 校歌
作曲：戴树林
作词：集体
吴山秀，柳浪青，美呀美哉我四中。百年育人校风纯，美呀美哉我四中。重道尊师，求实严谨，桃李满神州。重道尊师，求实严谨，桃李满神州，代代有精英。
吴山秀，柳浪青，美呀美哉我四中。风华正茂看前程，美呀美哉我四中。热爱科学，求知求真，桃李满神州。热爱科学，求知求真，桃李满神州，代代有精英。

## 著名校友
邵章 林纾 陈叔通 马叙伦 蒋梦麟 钱家治 厉麟似 郁达夫 徐志摩 潘天寿 沈尹默 金庸 华君武 吴茀之 程裕淇 丁舜年 徐志强 刘吉 蒋筑英 张启楣 孙优贤 潘公凯 黄亚洲 胡祖光